# Vityaz DT-30
Vityaz DT-30 (ryska: Витязь ДТ-30) är ett ryskt bandfordon/bandvagn som är tillverkat för att transportera tunga laster i svåra terrängförhållanden som till exempel snö, sand och träsk.

## Historia
Under 1960-talet ville dåvarande Sovjetunionen ha ett bättre bandfordon på grund av att deras tidigare fordon inte kunde bära last mer än 5 ton. För att lösa problemet, fick en designbyrå utveckla ett nytt bandfordon. De hette DT-LP och DT-L, som skulle testas av Sovjet i februari 1971. 1980 sattes varianterna DT-10P, DT-20P och DT-20 i tjänst i den sovjetiska armén.

## Konstruktion
Fordonet har en längd på 16,08 m, bredd på 3,1 m, vikt på ca 30 ton och bandens bredd på 2 m.

## Motor
Fordonet har en 12-cylinders dieselmotor på 710 hästkrafter. En fördel med den motorn är att den kan starta när det är så kallt som -50°C

## Användning
Fordonet används både militärt och civilt. Förutom i Ryssland används den också i Arktis och Antarktis. Sådana typer av fordon är också efterfrågade i Mellanöstern, Asien och Nord- och Sydamerika.

## Varianter
- DT-30
- DT-30P
- DT-30PM
- DT-10P
- DT-10PM

## Bilder

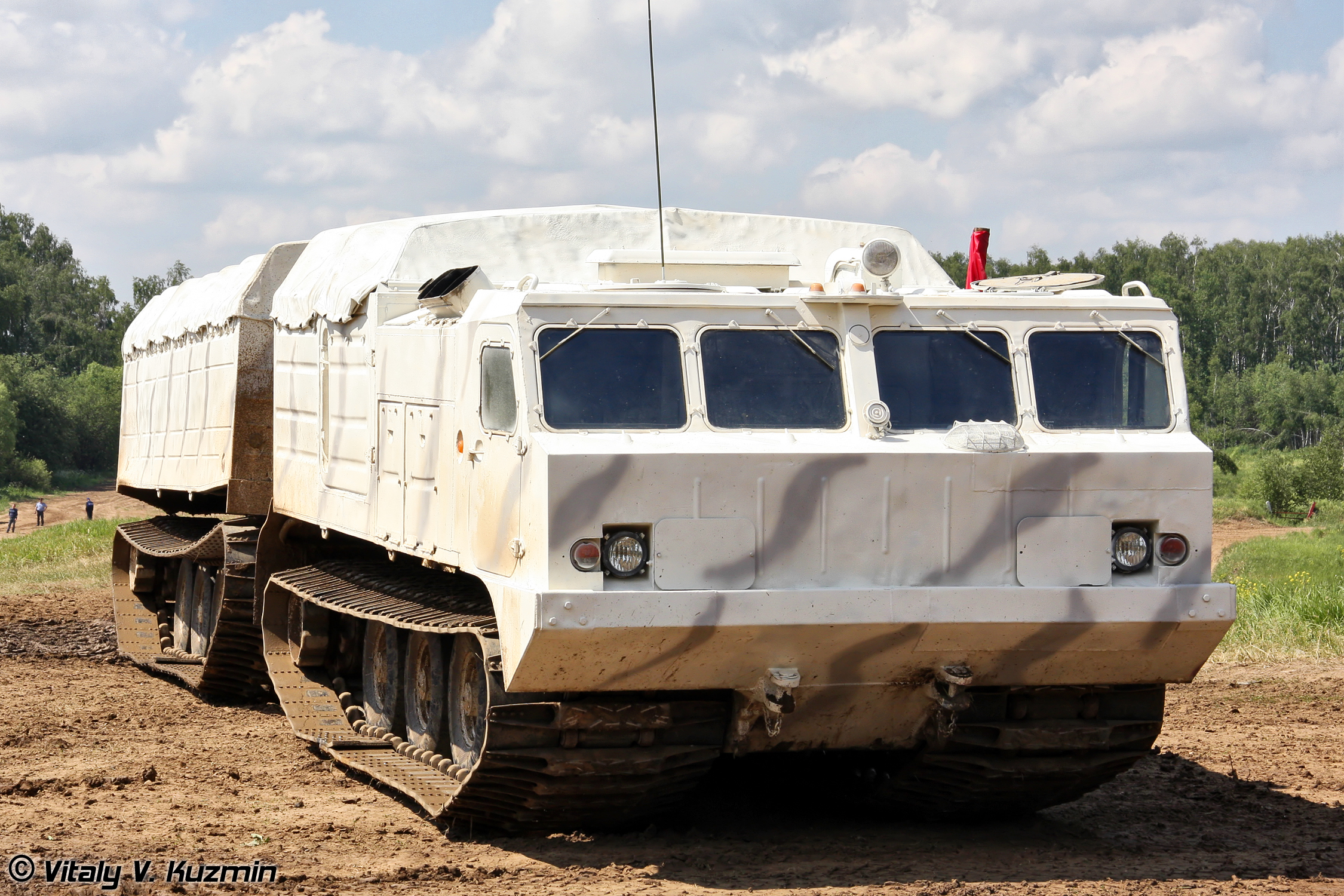
DT-10P
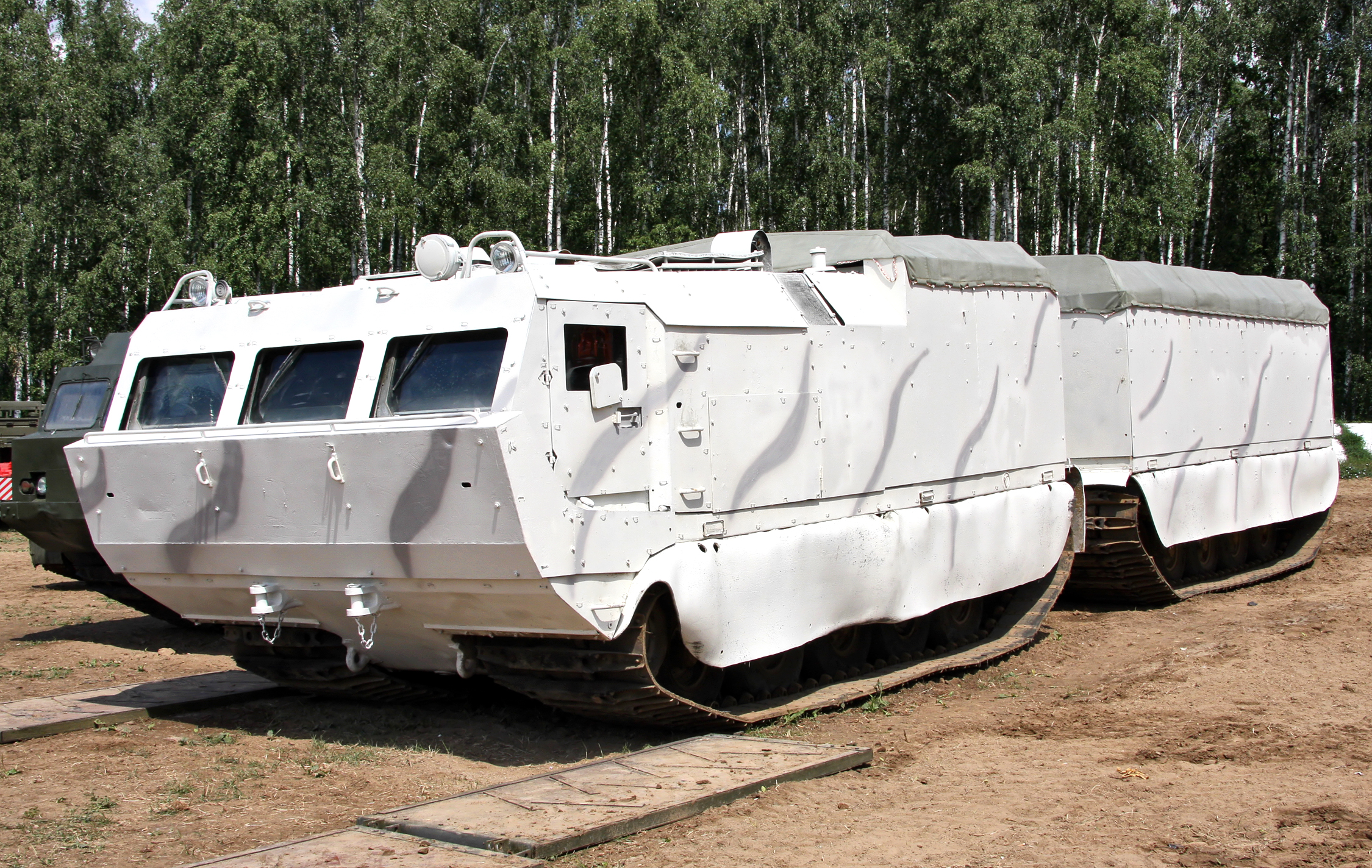
DT-10PM
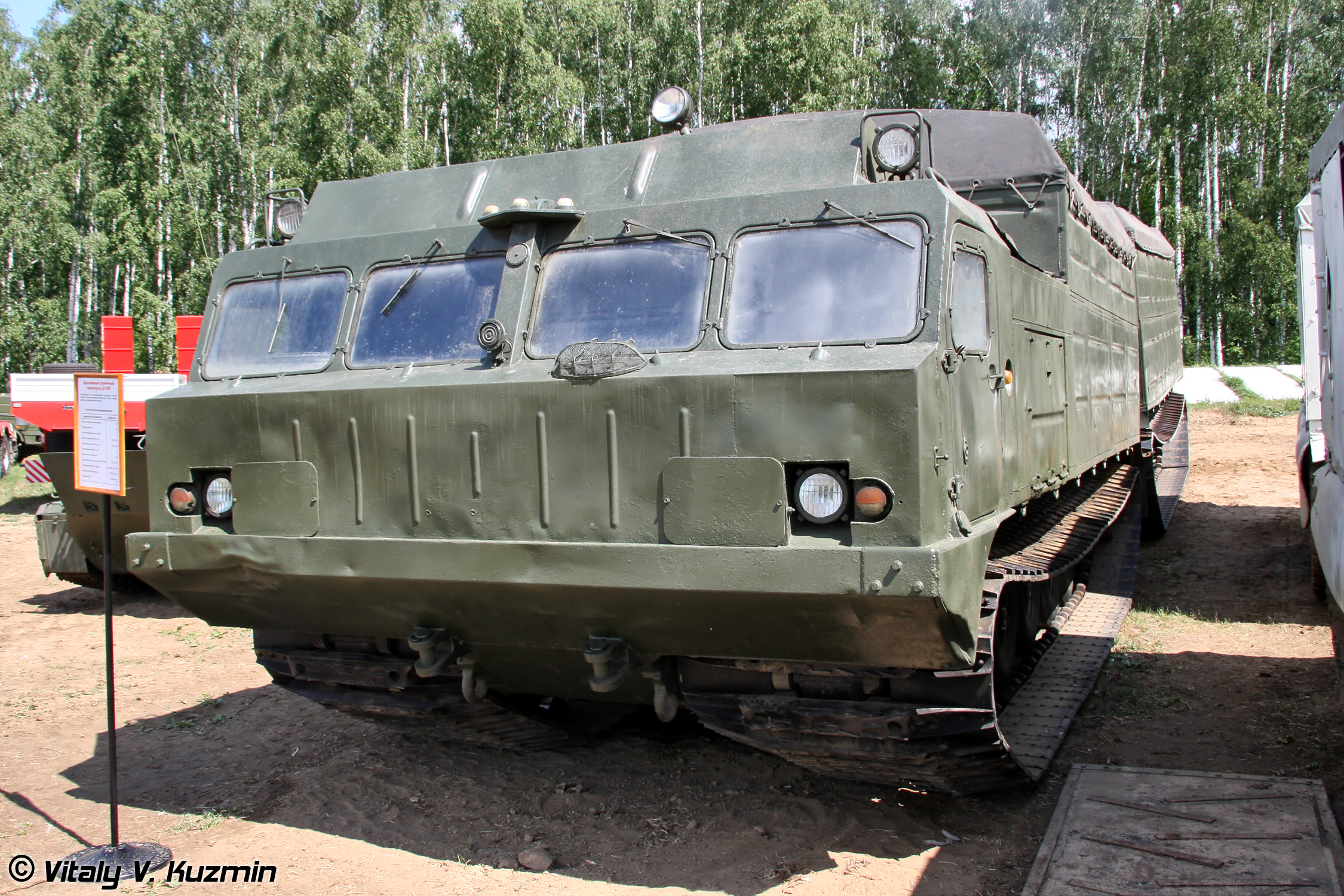
DT-30P
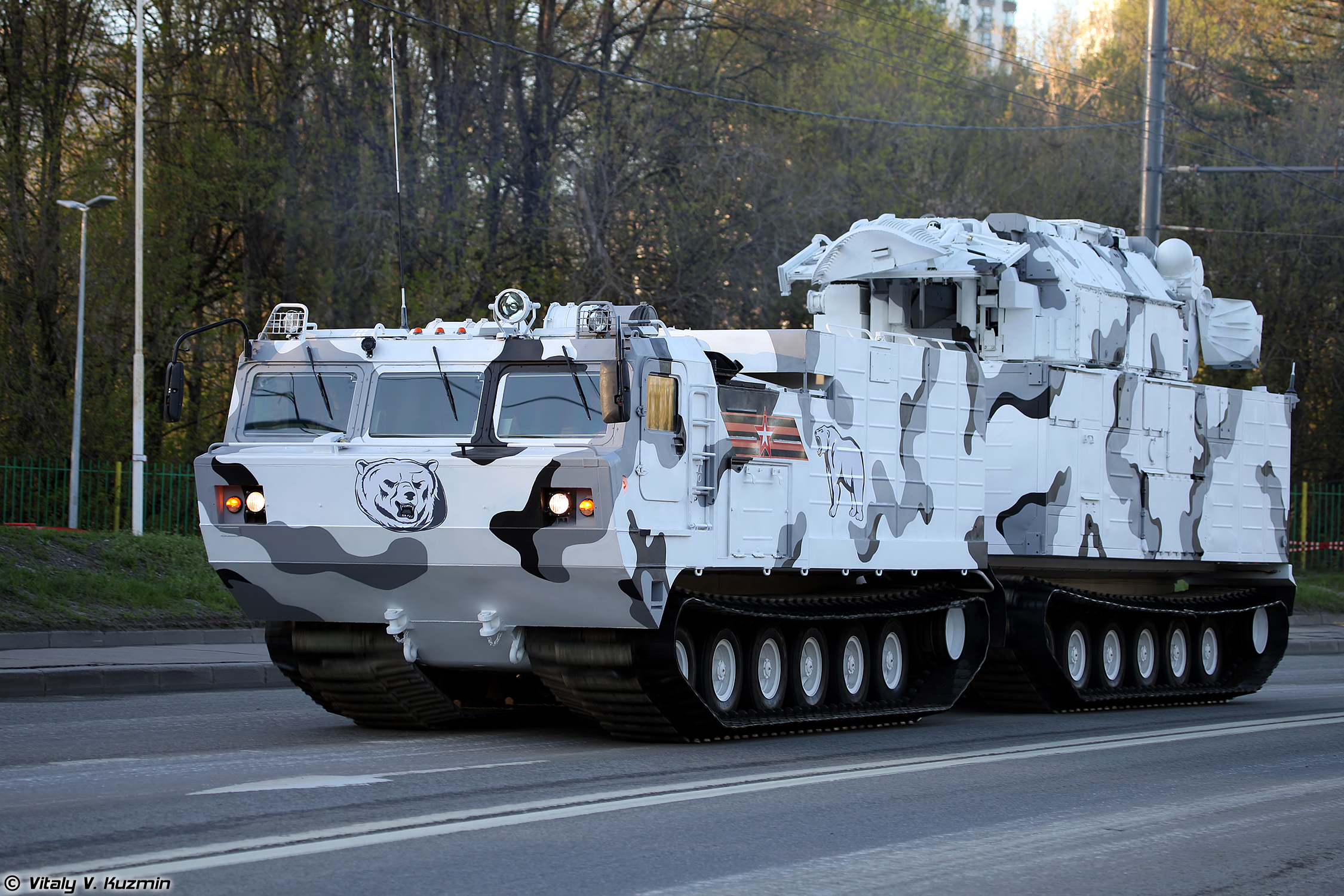
Luftvärnssystemet Tor-M2DT, som chassit är baserad på Vityaz DT-30.
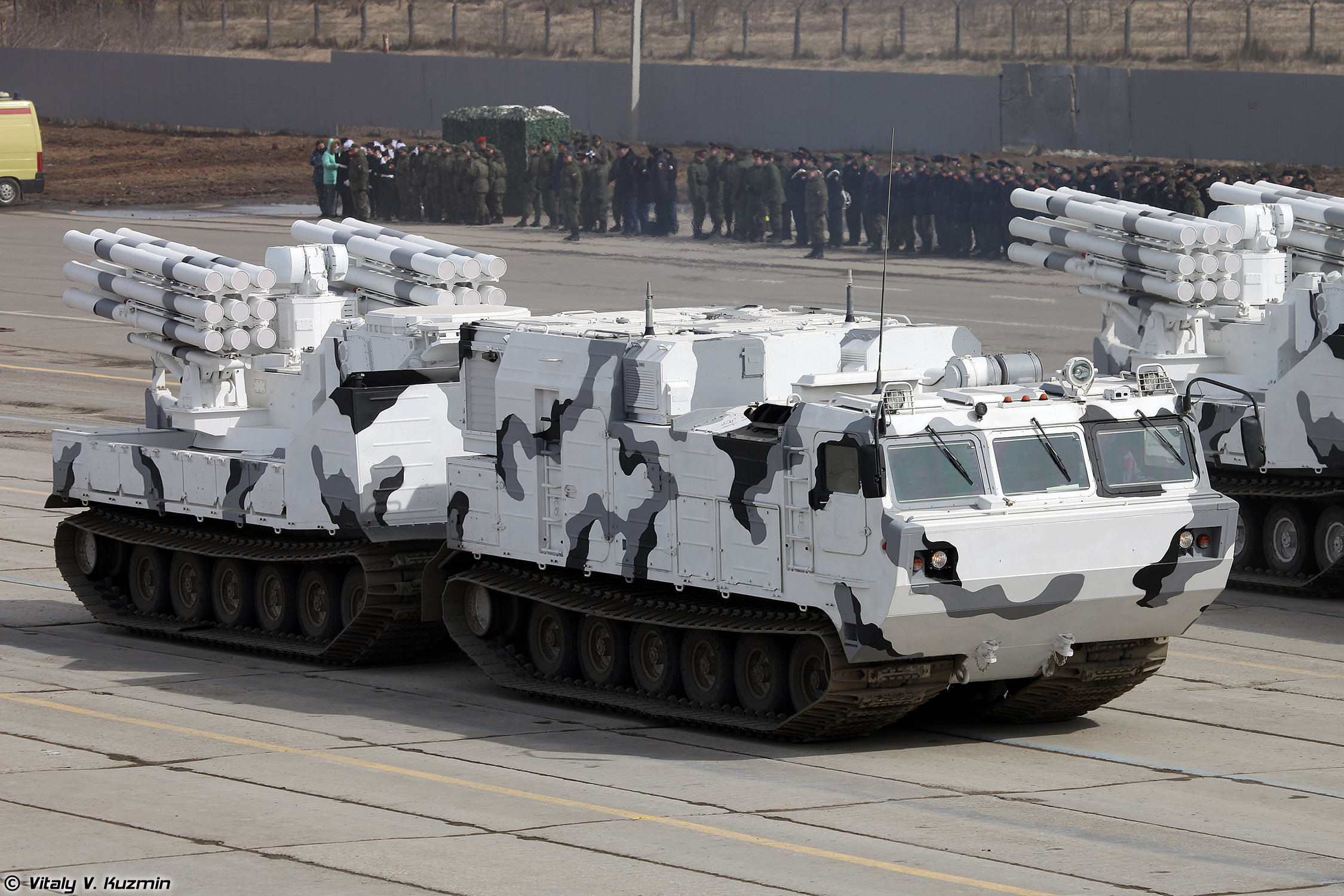
Luftvärnssystemet Pantsir-SA, som chassit är baserad på Vityaz DT-30.